# Inicjatywa dla Polski
Inicjatywa dla Polski (IdP) – centroprawicowa partia polityczna, działająca w latach 2003–2006.
Partia została założona w Poznaniu 14 czerwca 2003 z inicjatywy byłej minister skarbu państwa w rządzie Jerzego Buzka – Aldony Kameli-Sowińskiej (nieco wcześniej powstało stowarzyszenie). Partia IdP została zarejestrowana 25 listopada tego samego roku pod numerem 175 w ewidencji partii politycznych. Stanowisko przewodniczącej objęła jej założycielka, do nowej formacji przystąpili także m.in. Andrzej Sośnierz, a także byli parlamentarzyści Zbigniew Zysk i Władysław Medwid.
W swoim programie Inicjatywa dla Polski główne akcenty kładła na sprawy gospodarcze, popierała prywatyzację, odwoływała się do wartości chrześcijańskich. Powołano przy niej organizację młodzieżową pod nazwą Inicjatywa Młodych.
IdP zarejestrowała swoje listy we wszystkich okręgach w wyborach do Parlamentu Europejskiego w 2004. Znaleźli się na nich m.in. reżyser Barbara Borys-Damięcka, były wojewoda śląski Wilibald Winkler, były minister nauki Andrzej Wiszniewski, była senator AWS Dorota Czudowska, byli prezydenci Poznania (Wojciech Szczęsny Kaczmarek) i Szczecina (Bartłomiej Sochański), dziennikarz Korneliusz Pacuda, olimpijczyk Tomasz Wójtowicz czy trener piłkarski Ryszard Jankowski. Na Inicjatywę dla Polski oddano łącznie 88 565 głosów, tj. 1,45% głosów ważnych w skali kraju.
Jesienią tego samego roku IdP prowadziła rozmowy o zjednoczeniu się z Partią Centrum, co miało nastąpić na kongresach tych ugrupowań w listopadzie 2004, jednak decyzje takie nie zostały ostatecznie podjęte.
W wyborach parlamentarnych w 2005 grupa kandydatów IdP zdecydowała się na start z list sejmowych Partii Demokratycznej, m.in. Aldona Kamela-Sowińska z okręgu konińskiego, zaś nieco mniejsza grupa znalazła się na listach Partii Centrum.
W październiku tego samego roku kierownictwo partii przejął Remigiusz Witkowski. 5 stycznia 2006 kongres krajowy IdP w Warszawie podjął decyzję o samorozwiązaniu ugrupowania. Większość jej działaczy zasiliła szeregi innych partii, głównie Platformy Obywatelskiej. Z ewidencji partia została wykreślona 29 września 2006 (stowarzyszenie IdP istniało jeszcze przez kilka lat – rozwiązane zostało w 2011, zaś wyrejestrowane w 2013).